# SN 2002kx
SN 2002kx – supernowa odkryta 3 listopada 2002 roku w galaktyce A021840-0503. W momencie odkrycia miała maksymalną jasność 25,30m.